# Батибіонти

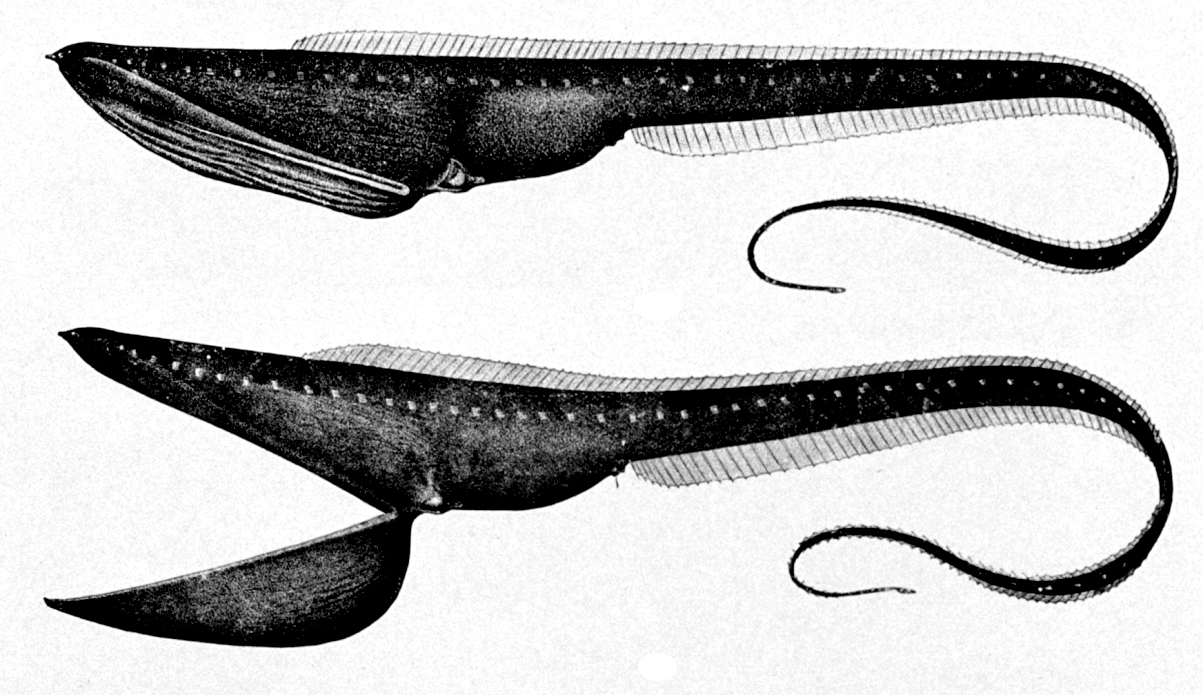
Великорот

Батибіонти (від грецьких слів «глибокий» та «біонт») — морські організми, які живуть на великих глибинах.

## Опис
Шар поверхні світового океану, який простягається на глибину 200 м отримує найбільше освітлення, що дозволяє фотосинтетичним організмам, таким як фітопланктон, перетворювати світло на енергію. Це домівка для багатьох тварин: дельфінів, риб тощо. Учені називають це високопродуктивне місце епіпелагічною зоною. Але більшість простору в океані — це темний світ. Під епіпелагічною зоною існує «зона сумерок». Область океану між 200-1,000 м називають мезопелагією. Світло майже не проходить до цих глибин, але тут є життя. Кальмари, крилатки, медузи та риби дуже численні в цій зоні. Близько 90 відсотків риб (за вагою) живуть в мезопелагії — близько 10 мільярдів тонн риб. Це місце отримує лише слабке, просеяне світло, тому фотосинтетичні організми не можуть там жити. Багато тварин пристосувалися до майже повної темряви завдяки великим очам та контрілюмінації.
Батипелагічний шар знаходиться на глибині від 1000-4000 м під поверхнею океану. Це вільна від світла область (яка називається афотичною) має 4 градуси Цельсія, тиск у 110 разів перевищує на рівні моря. Істоти в цій зоні повинні жити з мінімальною кількістю їжі, тому у багатьох повільний метаболізм. Багато хто покладається на морський сніг як основне джерело їжі. Вони також характеризуються м'яким тілом і слизовою шкірою. Eptatretus deani, Chauliodus, Lophiiformes і Somniosidae — жителі цієї зони. Eurypharynx pelecanoides з його величезним ротом є рідкісним і дивовижним видовищем, що можна прийняти за прибульця. Vampyroteuthis infernalis та Grimpoteuthis також зустрічаються на цих глибинах. Тварини створюють свій власний біолюмінесцентний світло та, якщо ще не втратили, мають високочутливі очі, щоб побачити світло, що виробляється іншими тваринами. Температура води наближається до замерзання.
Глибше можна знайти абиссопелагічну зону — префіру. Абіссопелаг простягається від 4000-6000 м. Тварини, які можуть витримувати тиск на цій глибині, який може досягати в 600 разів більше, ніж на рівні моря, є вузькоспеціалізованими. Ipnopidae можна зустріти в цій зоні відпочиваючими на морському дні, можуть накачувати рідину у свої подовжені плавці, щоб зробити їх схожими на жорсткі ходулі (або штатив). Тут також добре пристосовані до сильного тиску Macrourinae, восьминоги та морські огірки.
Остання зона є хадальпелагічною, що розташована у найглибших частинах океану.